# ランガージュ
ランガージュ（仏: le langage）とは、言語学者・言語哲学者であるフェルディナン・ド・ソシュールが提起した構造言語学の概念の一つ。カタカナ言葉を避けた日本語では言語とだけ記されることも多いが、学術的概念としては言語活動と訳されるのが正しい。言語学のみならず、精神科医で哲学者のジャック・ラカンらを通じて精神分析理論にも広く展開された。

## ソシュールによるランガージュ
ソシュールにおいてランガージュとは言語一般の分節化能力そのものを表す。つまり、個別言語体系（ラング）の研究とは異なる水準で研究されるべき対象である。

### ラングとランガージュ
ラング（仏:la langue, les langues）は、言語共同体における社会的規約の体系としての言語の側面を指し、これによって分節化の能力は発揮される。逆にいえば、ラングという社会的規約の言語体系がなければ、ランガージュという言語の分節化能力は発揮されないということである。
個人「精神病を条件づける（もしくは、精神病を精神病たらしめる）構造的な要因は、「父の名」が主体（仏:Sujet）によって排除されることである」というラカンの解釈は、精神病の理解を大きく前進させた。
大文字の他者が自立的な法＝父の名によって支配されているということは、すなわち、社会が個々の主体の自由にはならない欲望をもっている、ということに他ならない。そこに生成する欲望は、どのような個人（たとえ専制君主的な王であろうと）の自由にもならない。

### 他者の語らいの場と欲望
むしろ、個人の立ち位置、もしくは個としての人間存在の立脚点が、大文字の他者の欲望によってはじめから規定されているのである。
たとえば、生まれてくる子どもというものは、誕生する前から、家族なり、村落共同体なり、彼の周りにすでに作られている「語らい（langage）」の場へとやってくるだけである。あらかじめ彼に割り当てられている象徴的なトポスへと生まれ出てくるだけである。まずはじめに家族の欲望があって、それが子どもを迎え入れるのである。
こうしてラカンは、いっけん個々の人間の内側から湧き上がってきているかに見える欲望は、じつはつねに他者からやってきていて、いわば外側から人間をとらえているのだ、という構造を明らかにし、そのことを「人の欲望は他者の欲望である」というテーゼとして定式化した。人間の主体的決定は、まさにこの他者に由来する欲望を、いかに自分のものにするか、ということにかかっている。
ラカンによれば、ジークムント・フロイトのいう無意識とは、こうして他者から受け取った欲望を自分のものに作りかえる過程において形成されるものであるとする。そのため、ラカンの思想の後継者たち、すなわちラカン派（Lacanian）では「無意識という他者の語らい」という表現がよくなされる。

### ランガージュと現実界
たとえば資本主義社会には無数の会社があり、会社と会社は契約という掟＝法で結びついているように、人間社会は言語活動によって営まれている。私たちが「生きる」とは、その言語活動に飛び込むことにほかならない。まったく言語活動なしに「黙って生きていく」ということは、象徴的な意味では不可能である。たとえ社会から隔絶した森のなかでひとり暮らしたとしても、自分に対して「生きている」ということを意識する労を省くことはできない。
自分や人に向かって「生きている」と示すことなしに、純粋にただ生きている状態は、ラカンのいう「現実」でもある。「生きていることを意識しないで生きる」とは、あたかも乳児が口から母の乳房を離さないままでいられるような、享楽（仏: jouissance）の満ちた状態である。しかし、やがて乳房は口から離れていく。同じように、「生きている」と意識した瞬間から、「現実」からの乖離が始まる。「現実」と「私（主体）」のあいだに言語活動（＝象徴界）が参入するからである。
言い換えれば、言語活動は私たちを「現実」から引き剥がすものであり、もともと私たちがその中に住んでいたはずの「現実」に住み続けることを不可能にするものでもある。それと同時に、言語活動は「現実」を全能的に支配する。なぜならば、言語活動なしには、私たちは「現実」といっさいやりとりできないからである。